# Oorderen

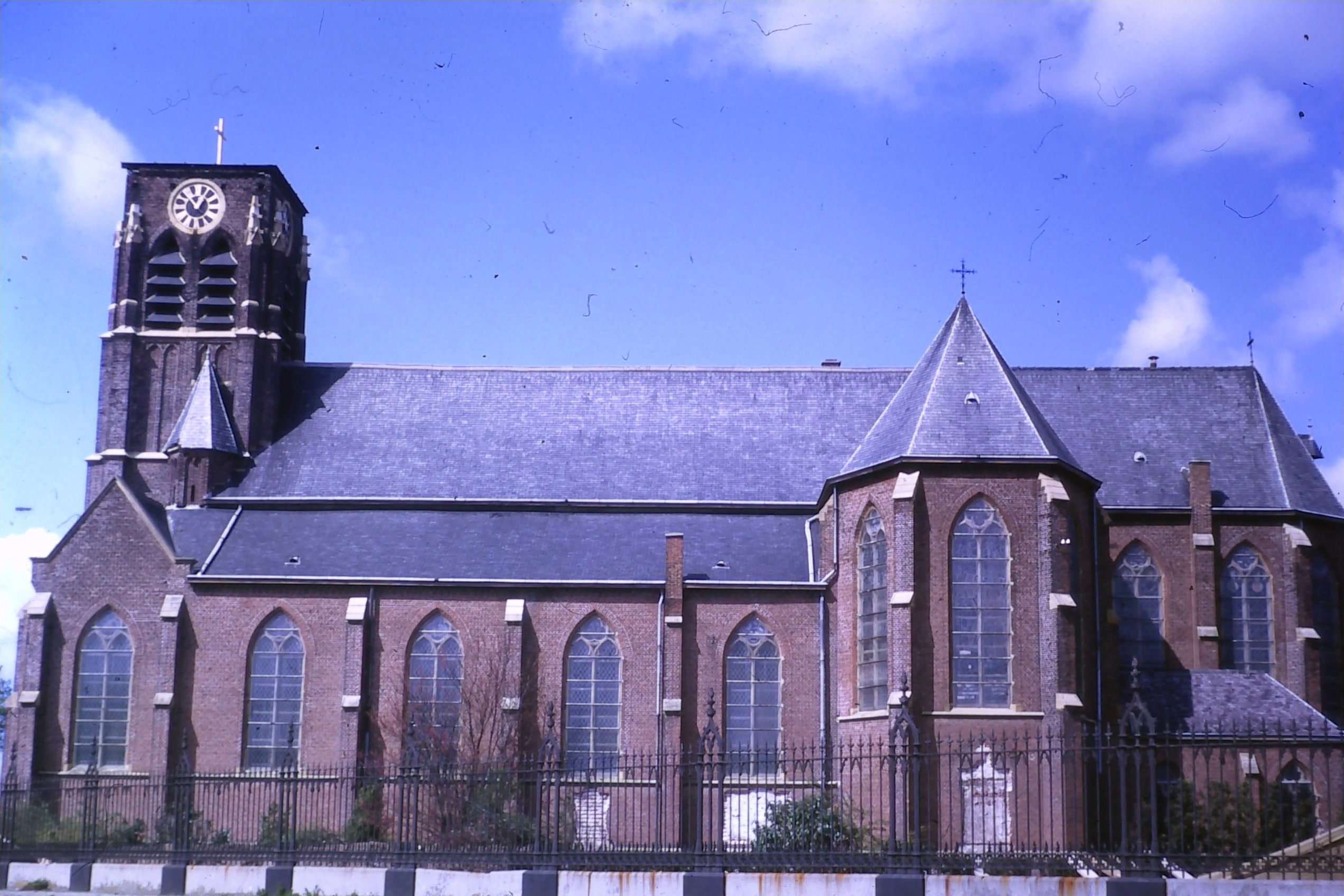
Kirche von Oorderen

Oorderen ist eine ehemalige Ortschaft in der Nähe Antwerpens in Belgien.
Oorderen wurde zum ersten Mal im Jahre 1116 erwähnt. Im Jahr 1929 wurde die Gemeinde nach Antwerpen eingemeindet. Ab 1965 musste der Ort dem Hafenausbau Antwerpens weichen. Heute ist an der Stelle Oorderens zum einen das Opelwerk Antwerpen angesiedelt, ein weiterer Teil wurde von den Bahnanlagen im Norden von Antwerpen überbaut.
Oorderen gehört damit wie Wilmarsdonk, Oosterweel und Lillo zu den Ortschaften, die dem Hafen von Antwerpen weichen mussten.
Koordinaten: 51° 17′ N, 4° 22′ O